# Костел Святого Лаврентія (Жовква)
Костел Святого Лаврентія, або Жовківська колегіата — культова споруда, розташована на площі Вічевій міста Жовкви Львівської області, Україна. Занесена до Реєстру пам'яток національного значення з охоронним номером 386/1. Біля храму розташована дзвіниця, занесена до Реєстру з охоронним номером 386/2.

## Історія

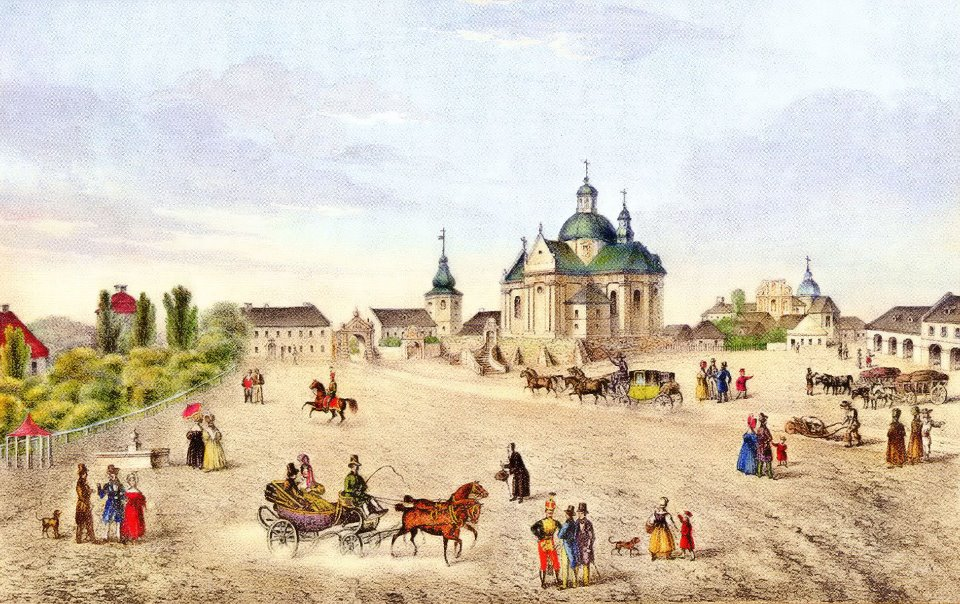
Ринок Жовкви з костелом іф дзвіницею. Худ. К. Ауер. До 1858

Польний гетьман коронний, львівський каштелян Станіслав Жолкевський на порожньому місці біля села Винників заклав 1597 року місто Жовкву, яке будувалося на засадах ренесансного ідеального міста. Очевидно, що він розпочав будівництво за прикладом свого патрона, великого коронного канцлера, великого коронного гетьмана Яна Замойського, який 1580 року в Руському воєводстві заклав ідеальне місто Замостя.
12 серпня 1620 Станіслав Жолкевський записав фундуш на закладення парафіяльного костелу Королеви Небес, святого Лаврентія, святого Станіслава єпископа. Жолкевський ще 1610 року заклав школу, з 1620 існував шпиталь для 14 вбогих. Парафію офіційно заклав 1623 року львівський архієпископ Ян (Йоан) Прухницький. До парафії належало від 13 селищ на початку XVIII ст. до 28 станом на 1939 рік. Парафія належала до деканату львівського, з 1765 року деканату янівського, де стала резиденцією архідияконату. До нього входили деканати Янівський, Городоцький, Буський. З 1787 заклали Жовківський деканат. Для забезпечення препозитури костелу надавались села Нагірці, Великі Передримихи, частини Ясниськ і Рокитного, податки з маєтностей яричівських, куликівських, нагачівських. Препозит був зобов'язаний утримувати при костелі шість вікаріїв, чотирьох мансионаріїв, бакалавра, чотирьох канторів, органіста, дзвонаря. Духовенство було зобов'язане відправляти спеціальну літургію з згадуванням усіх битв фундатора. Власникам Жовкви і їхнім спадкоємцям належало право патронату над фундацією. Це право переходило з Жолкевських на (1623/33) Даниловичів, (1661) Собеських, 1740 князів Радзивілів. Право презентації вікаріїв перейшло у XVIII ст. від препозита до капітули жовківської колегіати. Фундації були розширені Яном Жолкевським 1623 року коштами на утримання ще одного мансионарія, Софією Жолкевською-Данилович 1631 коштами на мансионарія, капелана, священика. Реґіна Жолкевська з Гербуртів 1 червня 1621 записала фундуш для поминання полеглого під Цецорою чоловіка Станіслава і його солдатів, полеглих у битвах з татарами, турками, перебуваючих у неволі. Занепалу фундацію відновив 1 січня 1862 року пробощ о. Юзеф Новаковський. Архієпископ Миколай Вижицький 1742 року надав костелу статусу колегіати, а власник Жовкви Михайло Казимир Радзивілл «Рибонька» заклав при колегіаті абатство. Колегіум капітули на 1755 рік складався з прелатури: препозита-абата, схоласта, декана, 9 каноніків. До препозитури належали пробощі жовківський, яричівський, жовтанецький, сасівський, зборівський, кукезівський. 
Австрійці 1785 року ліквідували колегіату, абатство, залишивши за костелом статус парафіяльного. До 1861 року титул жовківського абата був почесним і його надавали канонікам львівської катедри РКЦ. При костелі діяли братства янгола-хранителя (1636–1725), Пресвятої Діви Марії (1638), Вервечкове (1625–1725), святої Анни (1625–1735), Пресвятої Трійці (1744), Скапулярію (1761).
У костелі Ян III Собеський отримав вищий королівський орден Святого Духа, наданий королем Франції Людовиком XIV, а королева Марисенька отримала Золоту Троянду, надану папою Інокентієм XI.
Костел був закритий 1946 року і перетворений на склад мінеральних добрив. Через пошкодження даху відбулось знищення дерев'яних конструкцій даху, замокання склепінь, що призвело до падіння елементів ліпного оздоблення. Було знищено орган, значно пошкоджено фігури, барельєфи надгробків, розбито більшість пам'ятних таблиць, пограбовано поховання у крипті. Значних втрат зазнали надгробки фундації Яна III, де були відбиті голови, руки фігур. Ікону з вівтаря Богородиця з дитиною XVII ст. художника Карло Дольчі 1953 року вивезли до Ермітажу в Ленінграді.
До 1980-х років було завдано значної шкоди оздобленню костелу, що став першим храмом Жовківщини, який повернули 1989 року віруючим РКЦ. Військо Польське передало 1992 р. в дар костелу 11.200 кг мідного листа для покриття дахів. Ще 2.500 кг подарував 1993 президент міста Краків. З 1990-го реставрацією костелу зайнялись польські фахівці завдяки коштам польської Фундації охорони пам'яток. На 2010-ті роки відновлено значну частину давнього оздоблення костелу з заміною пропалих вівтарних образів новими, що переважно походять з інших храмів Львівщини. Доволі багато фігур, картин з костелу перебуває у музеях Львова, Кракова, зокрема портрети родин-фундаторів.

## Церква

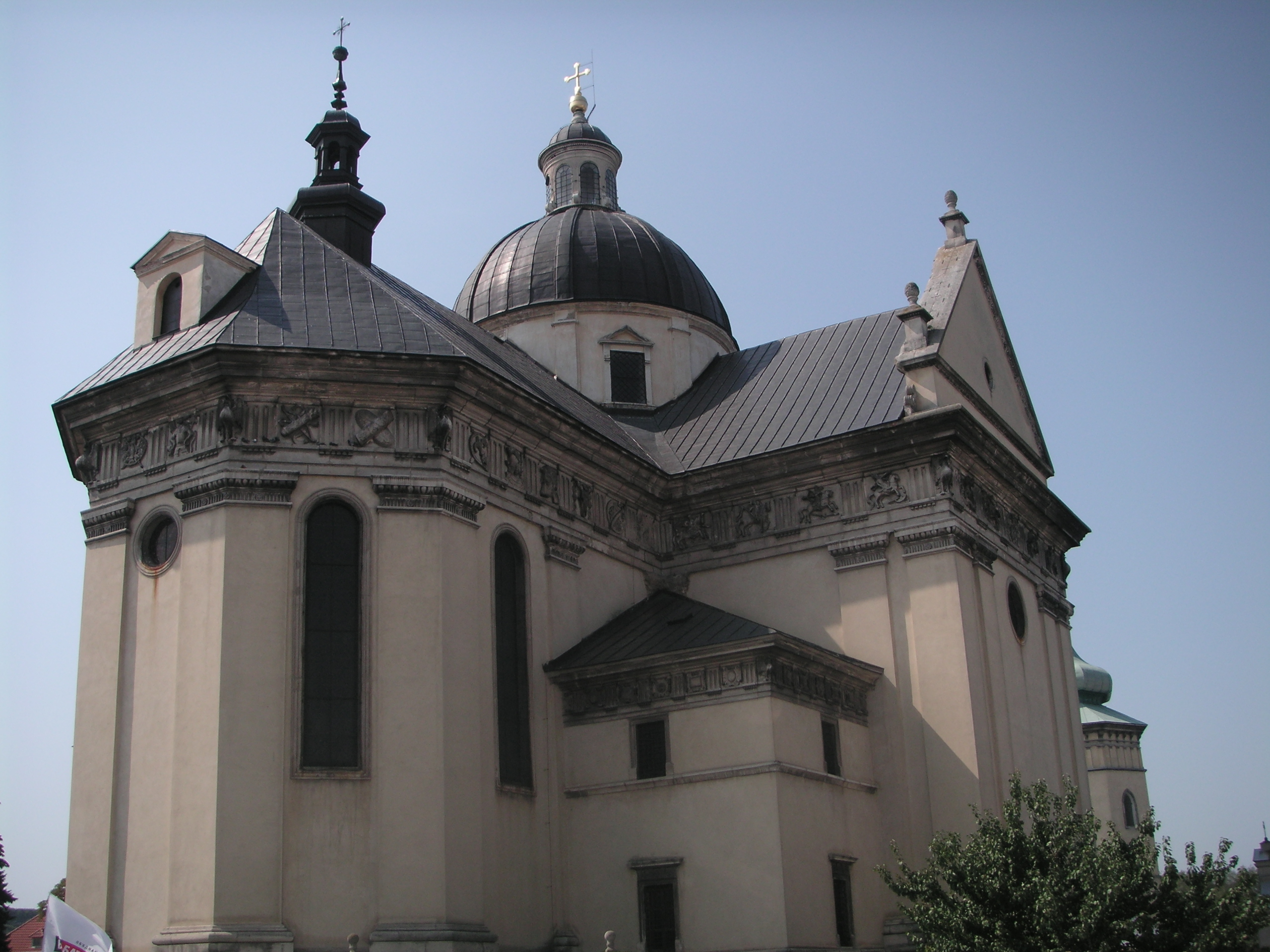
Апсида костелу і захристя

План костелу згідно заповіту Станіслава Жолкевського від 12 січня 1606 р. вже був виготовлений на час його написання будівничим Павлом, який повинен був його збудувати. Імовірно, ним був львівський будівничий Павло Щасливий (пом. 1610), що походив з Італії, жив з 1592 року в Жовкві, де з 1601-го був війтом. Після його смерті будівництво продовжили львівські будівничі Амвросій Прихильний (пом. 1641) та Павло Римлянин (пом. 1618), за життя якого завершили мурування стін. Храм отримав багате оздоблення завдяки фундаціям Реґіни Жолкевської з Гербуртів та Софії Данилович з Жолкевських. Архієпископ Ян Порохницький 28 травня 1623 консекрував костел. На 1640 рік пробощ Анджей Мальський згадував сім вівтарів костелу: св. Лаврентія, Ісуса Розіп'ятого, святої Анни, Матері Божої Вервечкової, св. Марії Магдалини, янгола-охоронця, св. Станіслава єпископа.
Цегляний храм заклали біля головної площі міста навпроти Жовківського замку на пагорбі, насипаному полоненими татарами, що значно покращило сприйняття святині. Він має форму латинського хреста з двопрясловою навою, дещо більш вузькими квадратними раменами трансепту і такої ж ширини двопрясловим пресбітерієм з тригранною апсидою. У північному рамені трансепту розміщена каплиця Пресвятої Діви Марії та у південному Пресвятої Трійці. З двох сторін пресбітерію розташовані поверхові квадратні будівлі захристя (південь) і скарбниці (північ). У товщі мурів пресбітерію сходи ведуть на їхні верхні поверхи і на горище. На середохресті трансепту і нави з даху виступає низько посаджений, зовні восьмигранний і круглий у середині барабан куполу з ліхтарем. Зовні його площину розчленовано лізенами, а прямокутні віконні прорізи обрамлені лізенами, підвіконними карнизами і трикутними сандриками.

Нава і головний вівтар. 1925

Зовні костел оперезаний внизу високим кам'яним цоколем і вгорі антаблементом з скромним архітравом, сильно виступаючим профільованим карнизом та широким фризом доричного ордеру з метопами і тригліфами. У метопах розміщені різьблені у камені постаті кінних гусар з шаблями, списами, східних кінних лучників, поранених воїнів, св. Юрія, св. Мартина, символічні композиції з вежами, елементами озброєння, розетами з листя, медальйонами з лаврового листя, гербами Любич Жолкевських, гербовими орлами в наріжниках. Цей фриз є доволі унікальним твором для тогочасної будівельної традиції на землях Речі Посполитої, віддалено нагадуючи фриз Успенської церкви Львова, який в свою чергу наслідує традицію українського дерев'яного різьбярства. Площини пресбітерію членовані одинарними пілястрами. Чільні сторони нави, рамен трансепту увінчані аттиками, трикутними фронтонами з кам'яними вазонами на постаментах і круглими вікнами посередині. Площини пресбітерії, рамен трансепту розчленовані парними пілястрами тосканського ордеру, опертими на цоколі і підтримуючими архітрав. Високі вікна нави, трансепту, пресбітерія з півкруглим завершенням мають профільоване обрамлення.
Об'єми захристя, скарбниці вгорі обведено антаблементом з фризом декорованим тригліфами і метопами з картушами, на яких розміщені букранії, кабошони, раути, левячі голови і кутовими гербовими орлами. Квадратні вікна з кованими ґратами мають кам'яне профільоване обрамлення і на першому ярусі завершені фризами з тригліфами і метопами з розетами, профільованим карнизом.
Вхідний пізньоренесансний портал з 1-ї чверті XVII ст. обрамлено архівольтом та нішами з мушлями. У архівольті в нішах розміщено постаті євангелістів, у нішах пілону фігури св. Лаврентія, св. Станіслава єпископа, св. Петра і св. Павла. Пілони оперті на цоколях з розетами і обрамлені пасмом орнаменту. На замковому камені архівольту розміщено погруддя Бога-Отця і голівки ангелів. Поля понад архівольтом оздоблено крилатими голівками ангелів і обрамлено пасмом квіткового орнаменту. Вся композиція завершена трикутним фронтоном з профільованим навершшям, на тимпані якого пара ангелів тримає ліхтар. Вгорі фронтон фасаду увінчано позолоченою фігурою Архангела Михаїла з 1620-х років. Портал вважають за один з найдосконаліших прикладів ренесансної архітектури на теренах України. У крилі трансепту облаштовано другий вхід до костелу з більш скромним декором — трикутним фронтоном, архівольтом і пілонами декорованими голівками ангелів та розетами. Об'єми костелу покрито двосхилими дахами з сигнатуркою понад пресбітерієм.

### Інтер'єр

Надгробок Станіслава Даниловича. 1925

Гладкі стіни нави, рамен трансепту, пресбітерія прикрашають лише стуккові обрамлення віконних прорізів. При відновленні костелу в 1865–1866 роках Віотті (Viotti) покрив стіни розписом під мармур з імітацією кам'яної кладки. У раменах трансепту на місці великих батальних картин збереглись рештки розписів з 1-ї половини XVII ст. Музичні хори опираються на парі тосканських колон з трьома архівольтами, поля між якими заповнені гербами Жолкевських і Гербуртів. Мурований парапет декоровано фризом з тригліфами і метопами, на полях яких розміщені картуші з листям аканта, жіночими головами, медальйонами.
Наву, рамена трансепту, пресбітерій перекрито хрещатим склепінням. Утворені склепіннями у перерізі з стінами аркади обрамлено профільованими архівольтами. Склепіння декоровано стукковою ліпниною у вигляді імітації ребер, геометричних фігур у наві, раменах трансепту та у пресбітерії маньєристичними картушами у вигляді розет, лаврових вінків, медальйонів з голівками ангелів, кабошонами, погруддями пап, кардиналів, єпископів.
Під барабаном куполу розміщені стовпи, завершені ділянками архітраву з тригліфами і метопами з розетами. Барабан опертий на вітрилах, декорованих ліпними медальйонами з погруддями євангелістів, що тримають у руках книги з початковими словами Євангелій. Барабан внизу і вгорі обрамлений фризами з тригліфами і метопами, у яких розміщені поперемінно розети і голівки ангелів. У гладкій стіні барабану поперемінно розміщені 4 віконні прорізи і ніші з написами на латинській мові. Купол заповнений 5 рядами кесонів з розетами на полях і обрамлених листям аканта. У куполі ліхтаря встановлено різблений голуб Святого Духу.
Мармурову чорно-білу-червону підлогу встановили 1881 року з фундації о. Новаковського. Під пресбітерієм сходи ведуть до прямокутної крипти костелу з коробовим склепінням з саркофагами Жолкевських. Вхід перекриває декоративна плита початку XX ст. Саркофаги відкривали 1689 року за розпорядженням Яна III Собеського, до 1809 за розпорядженням Ізабели Чарторийської, у половині XIX ст., 1905 при консервації Гроном консерваторів Східної Галичини, коли 1908 встановили мармурові саркофаги. Деталі старих цинкових саркофагів були вивезені до Кракова. Поховання були пограбовані після закриття костелу у 1946 році.

## Світлини

### Екстер'єр

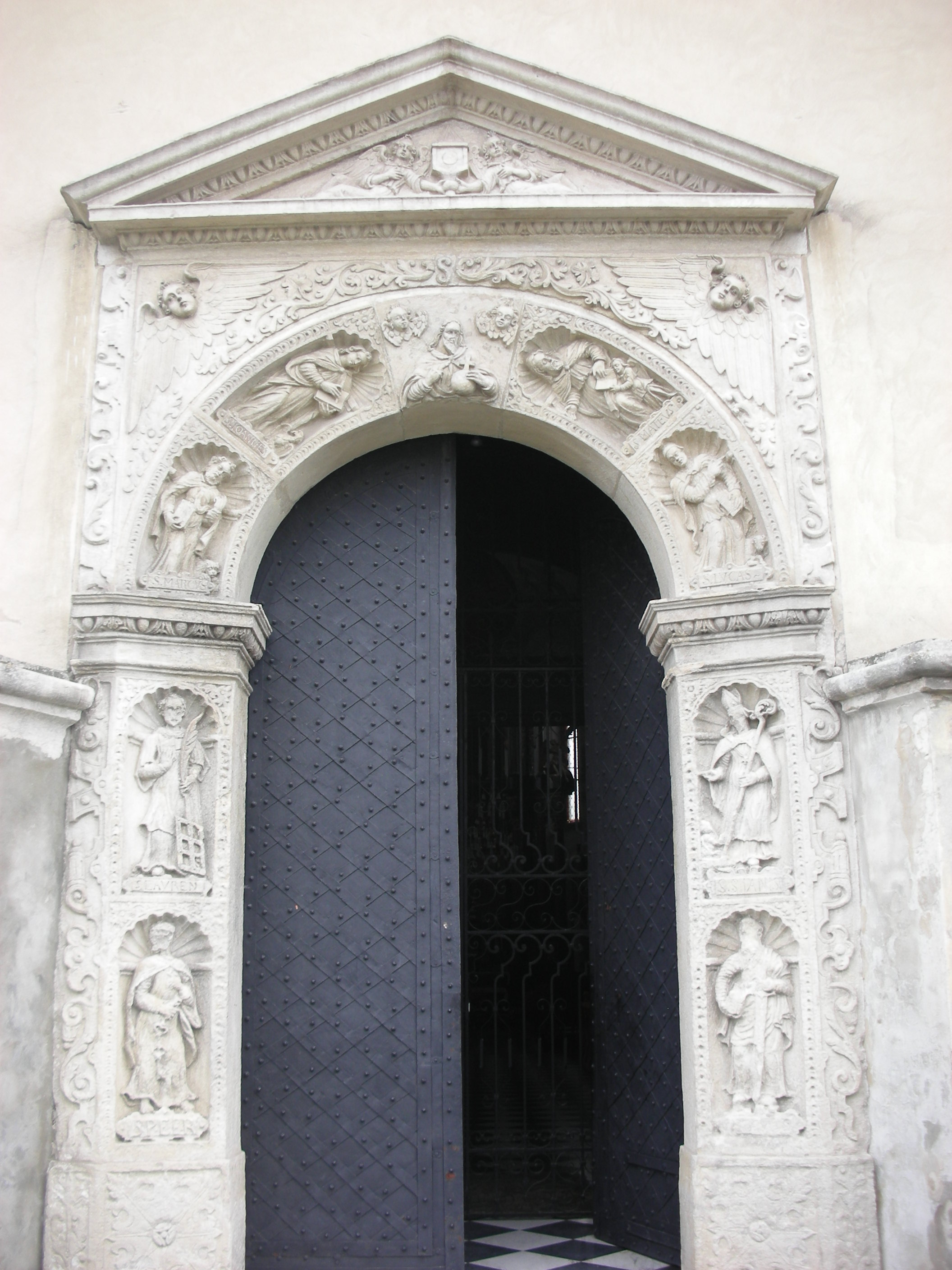
Вхідний портал костелу
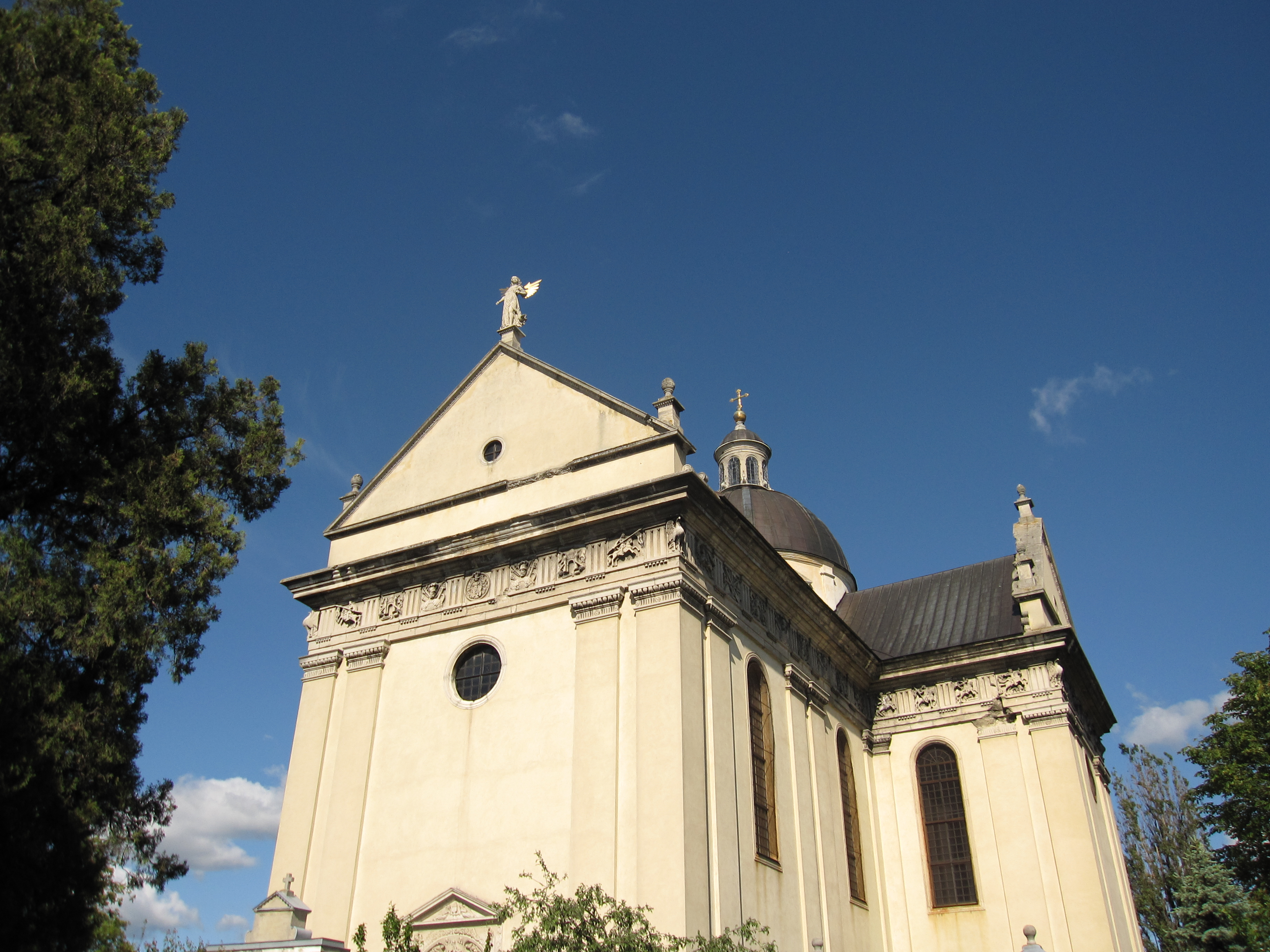
Архангел Михаїл на фронтоні фасаду
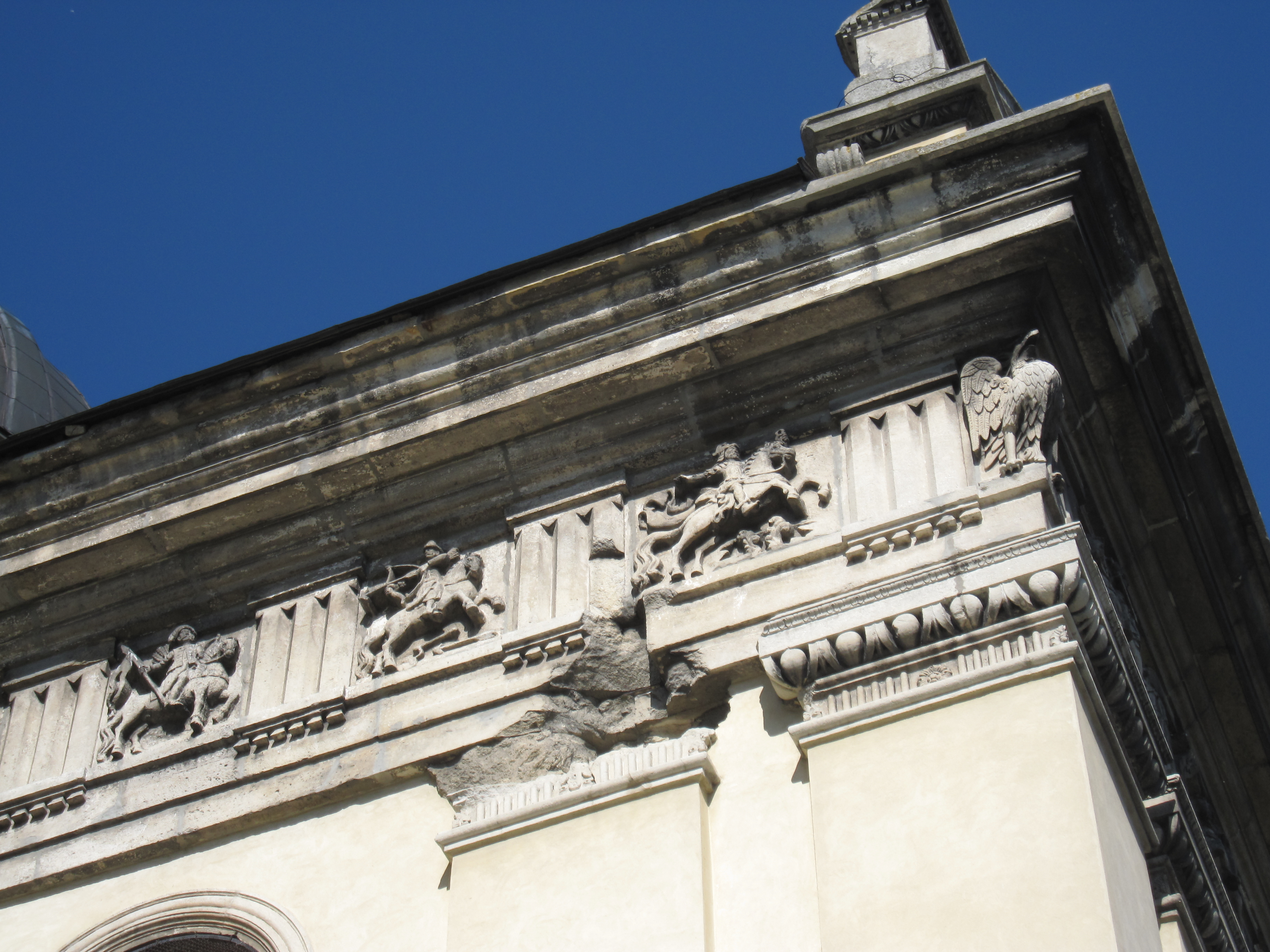
Фриз костелу
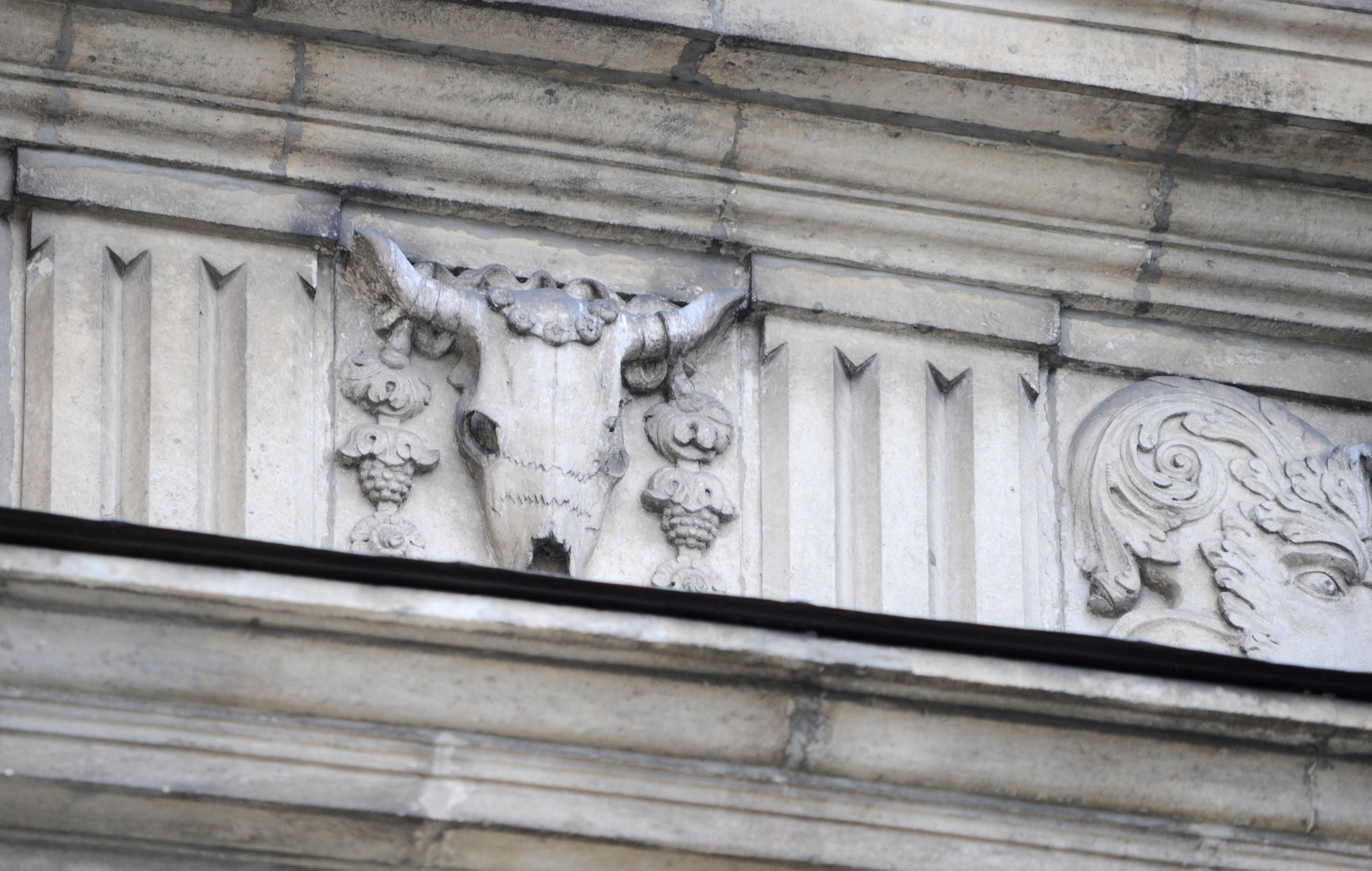
Букраній
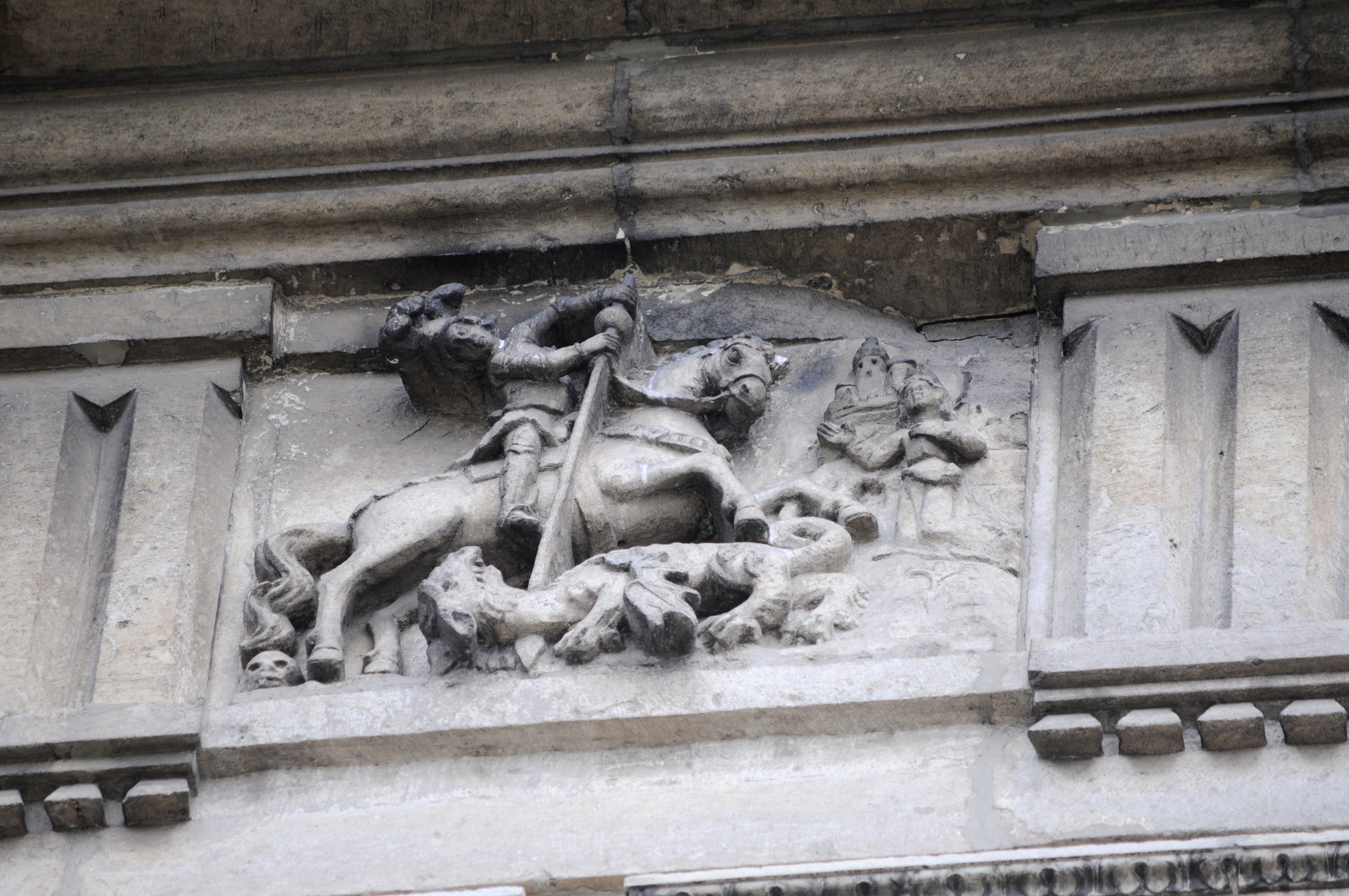
Святий Юрій на фризі костелу
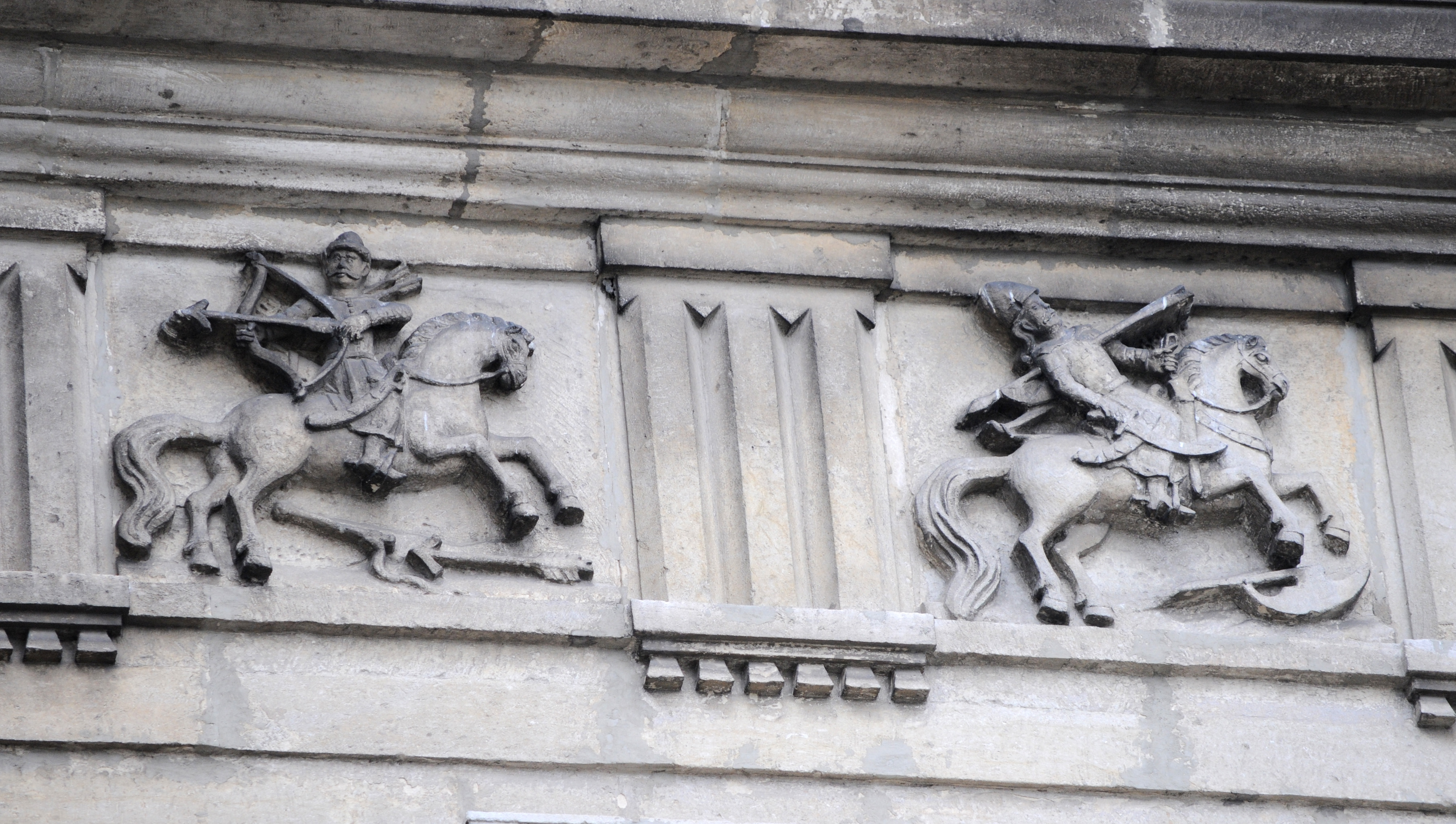
Фриз костелу

### Інтер'єр

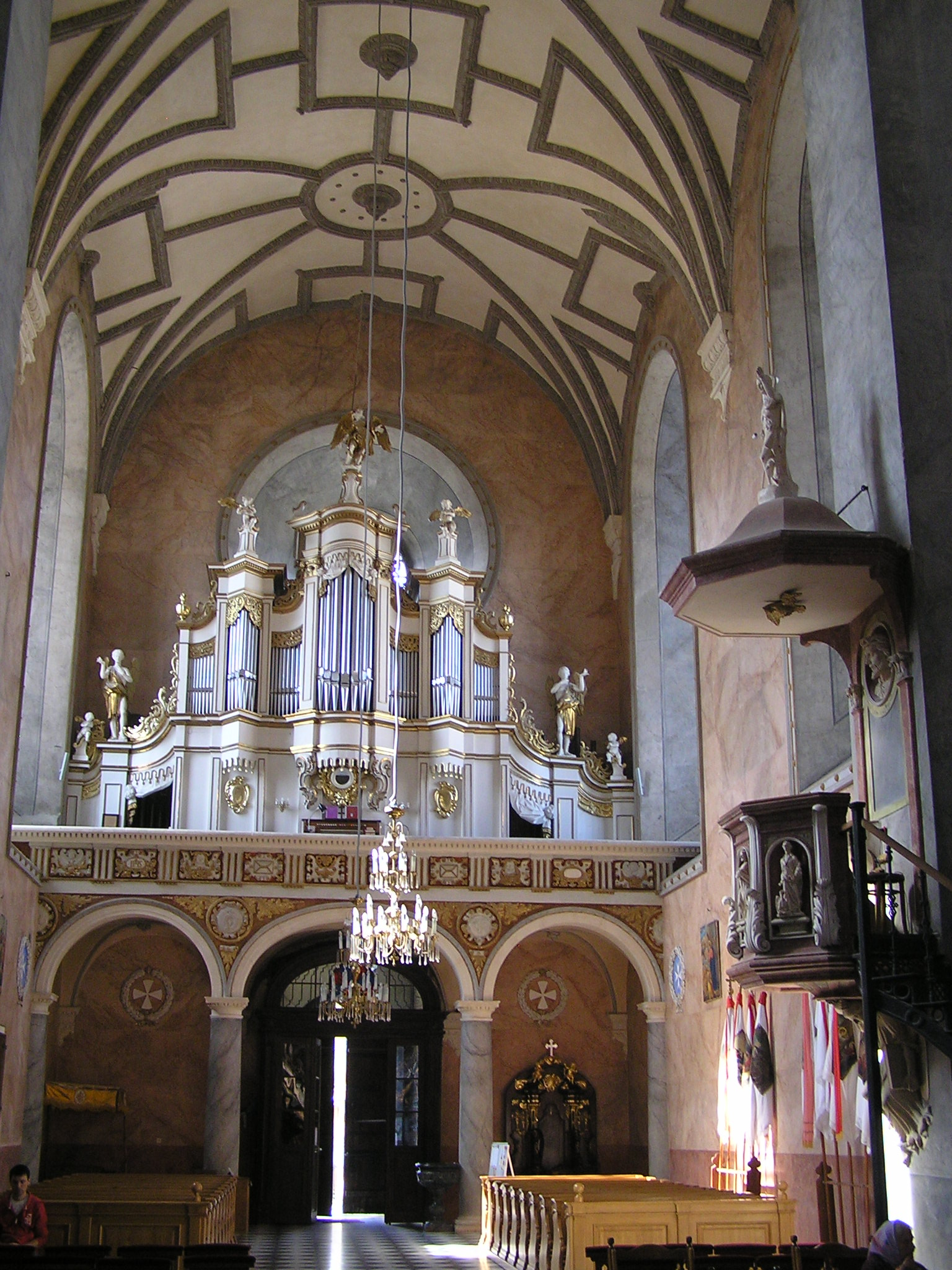
Орган костелу
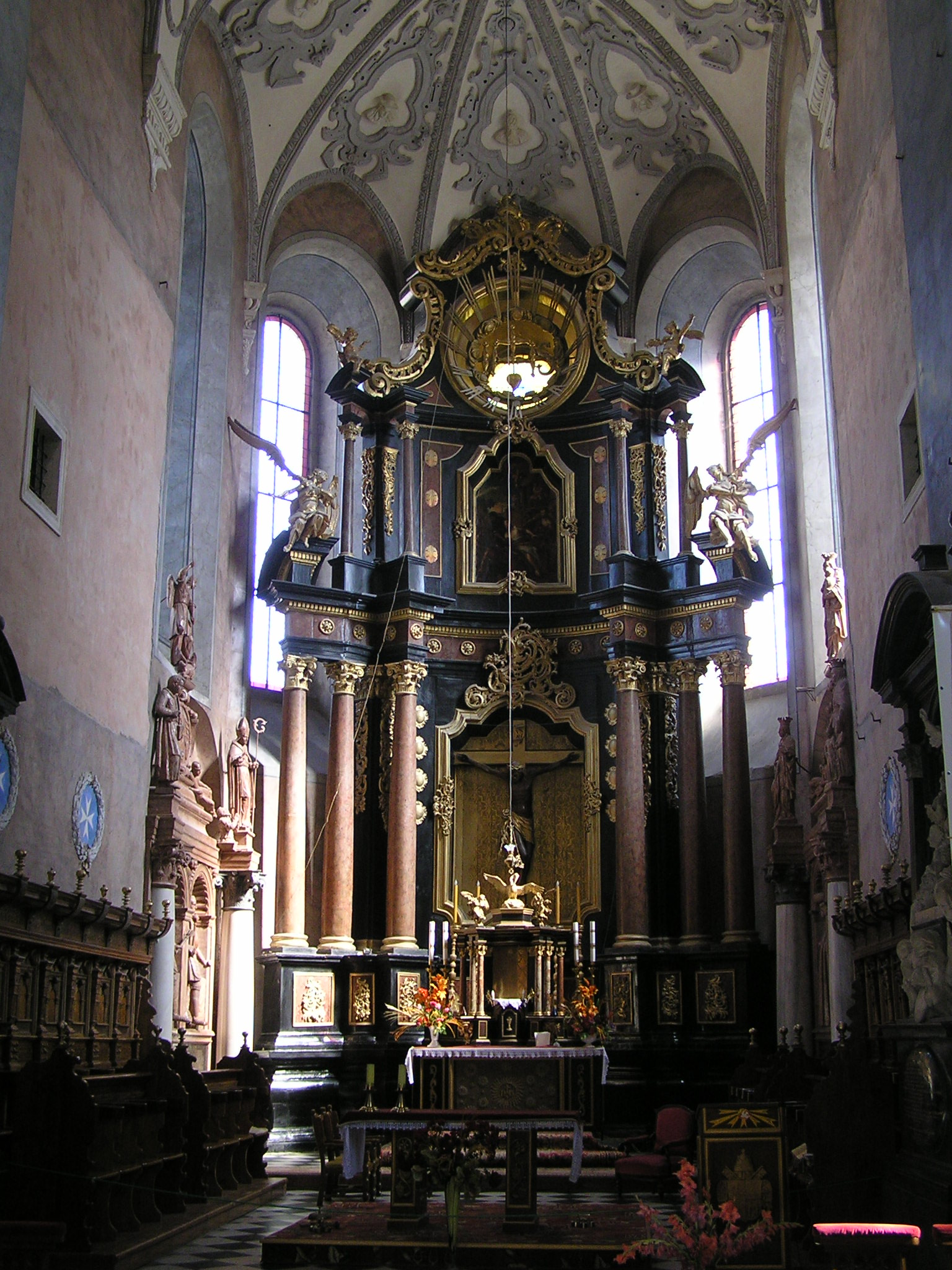
Головний вівтар
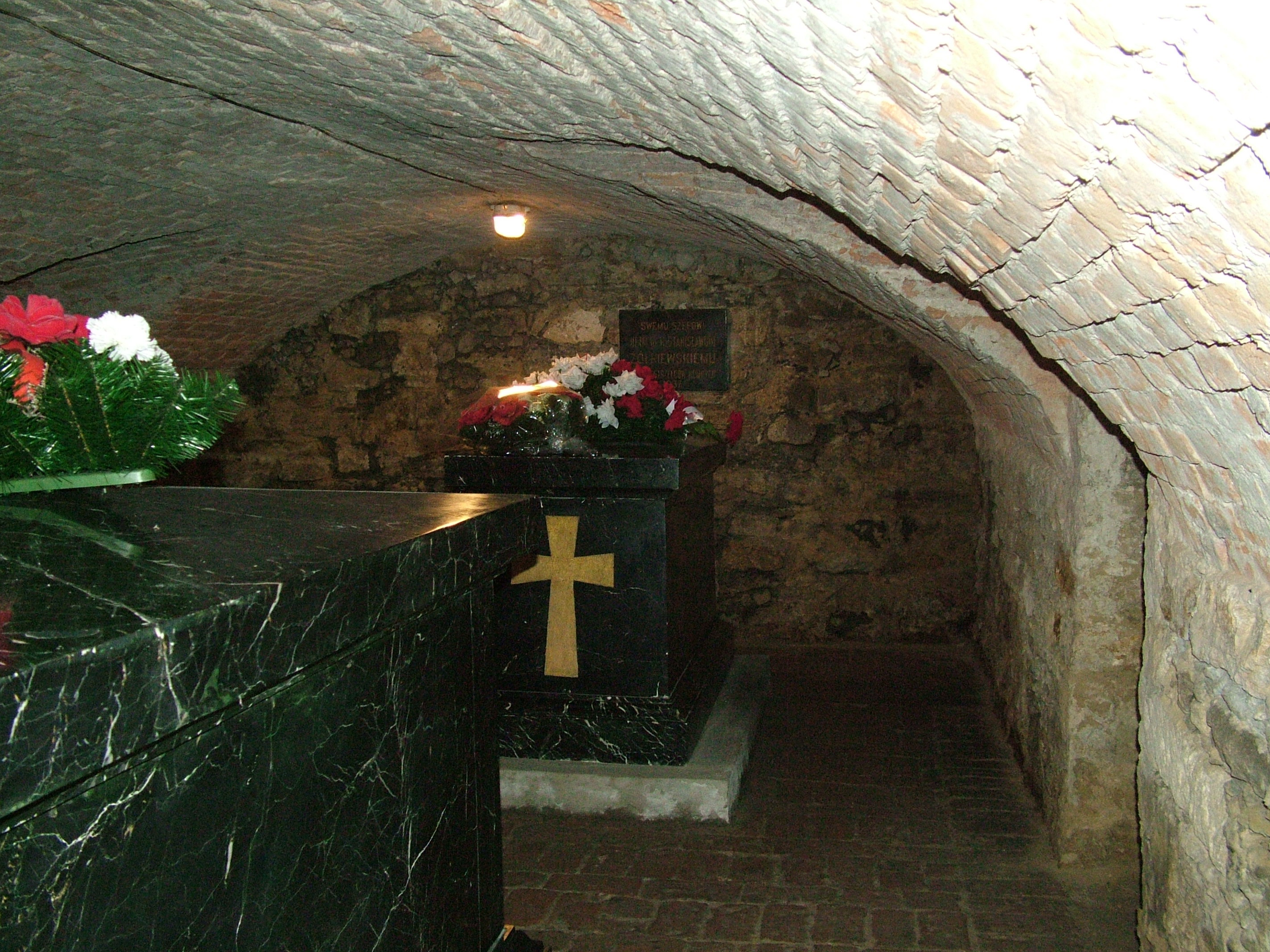
Крипта костелу
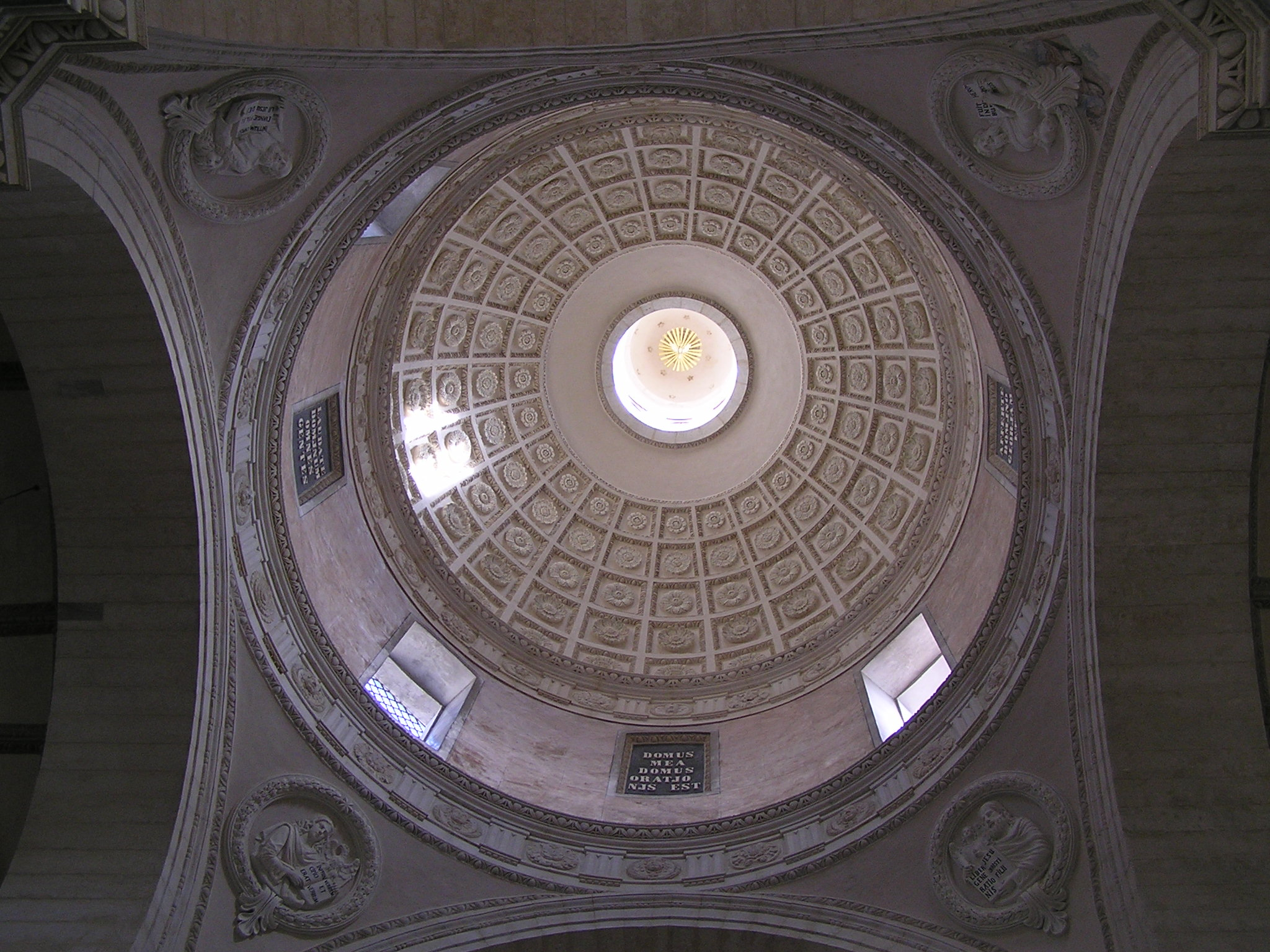
Купол костелу

### Вівтарі
У церкві встановлено головний пізньобароковий вівтар (біля 1740) (відновлений у 1860-х роках) з фігурою Розп'яття з початку XVII ст. і образом Св. Лаврентій XVIII ст. Два бічні вівтарі 2-ї половини XVIII ст. схожі за будовою до головного вівтаря. У вітарі Матері Божої (північне рамено трансепту) було встановлено образ Богородиця з дитиною XVII ст. фундації Івана III Собеського і роботи Карло Дольчі (1616–1686) та вгорі святий Йосиф авторства Софії Фредро-Шептицької, яка подарувало його з нагоди реставрації 1867 храму. Вівтар Пресвятої Трійці (південне рамено трансепту) містив образи Прсв. Трійці авторства Миколая Стшегоцького (1826–1891) і св. Анни роботи Анни Райської. Ще чотири бічні вівтарі походять з 3-ї чверті XIX ст. з образами св. Антонія Падуанського, св. Франциска, св. Адальберта, св. Станіслава роботи маловідомих художників.
Стукковий амвон роботи Париса Філіппі походить з 1860-х років і він опертий на консоль у вигляді ангела з білого мармуру. Його п'ятигранний парапет оздоблено мармуровими барельєфами Ісуса Христа та Євангелістів. Пізньоренесансні сталлі у пресбітерії походять з 1-ї чверті XVII ст. і багато декоровані різьбою. Орган установив у 1811 році настоятель о. Тадеуш Братковський, використавши скульптури XVIII ст., імовірно, з поховального castrum doloris Якуба Собєського. Орган відновили в 1867, пошкодили в 1919 і знову відновили в 1935 році. Рудольф Гассе зі Львова завдяки пароху о. Лаврентію Ожзі.

### Надгробки

Надгробок Станіслава та Яна Жолкевських. Літографія Піллера за рисунком А. Лянге. 1831

Надгробок Регіни і Софії Жолкевських. Літографія Піллера за рисунком А. Лянге. 1831

Найбільш вартісними пам'ятками костелу є два схожі алебастрові надгробки Жолкевських у пресбітерії. Їх мали виконати у 1630-х роках з фундації Софії Жолкевської з Даниловичів. На високому цоколі з інскрипційними плитами розташовано дві ніші з мушлями у півциркульному завершенні, де розміщено фігури померлих у повний зріст. Ніші обрамлено профільованими архівольтами, в полях над якими розміщено крилаті голівкі ангелів. З сторін надгробки обрамлено колонами на п'єдесталах з капітелями, що несуть архітрав. Над ними встановлено фігури святих-патронів померлих. Посередині розміщено гербовий щит з лавровим вінком, з обох сторін якого лежать алегоричні постаті і ще одна встановлена вгорі. Надгробки відновив у 1860-х роках Парис Філіппі. З півночі розташовано надгробок Станіслава Жолкевського (пом. 1620) і його сина Яна (пом. 1623). Вони зображені у обладунках із шоломами біля ніг. По сторонах надгробку встановлено фігури Св. Івана Богослова та Св. Станіслава єпископа, посередині Архангела Михаїла, обабіч лежать алегорії Fortitudo i Justitia (Мужності та Справедливості). На цоколі рядок з Вергілія — З кісок наших хай постане месник.
З південної сторони встановлено надгробок Регіни Жолкевської (пом. 1626) і її доньки Софії Данилович з Жолкевських (пом. 1634), фігури яких зображено при столах з вервечками в руках. Надгробок вінчає фігури Матері Божої з дитиною, по краях фігури св. Регіни і св. Софії та невстановлені алегоричні жіночі фігури. У картуші розміщено герби Жолкевських, Гербуртів, Ваповських, Фредрів.
Ян III Собеський був фундатором аналогічних барокових надгробків краківського каштеляна Якуба Собеського (пом. 1646) (північного) і старости корсуньського Станіслава Даниловича (південний), які з чорного мармуру, алебастру виконав Андреас Шлютер (1692–1693), встановлених ним до початку 1694 при вході до пресбітерію. Вони оздоблені мілітарною символікою, фігурками путто, урнами, алегоричними фігурами.
У костелі встановлено епітафії Войцеха Глоговського (пом. 1626), секретаря короля Павла Воєнковського (пом. 1636), препозита о. Ігнатія Мартиновича (пом. 1854), пароха о. Юзефа Новаковського (пом. 1891), королевичів Якуба Людвіка (пом. 1737), Константія Владислава (пом. 1736), Марії Кароліни (пом. 1740), виконаних Парисом Філіппі 1862 після віднайдення їхніх поховань.
За кількістю поховань значних державних і військових діячів жовківський костел не мав аналогів у Речі Посполитій. Після 1946 року надгробки, епітафії, пам'ятні плити зазнали значних пошкоджень і їхнє відновлення тривало майже 20 років.

### Батальні картини

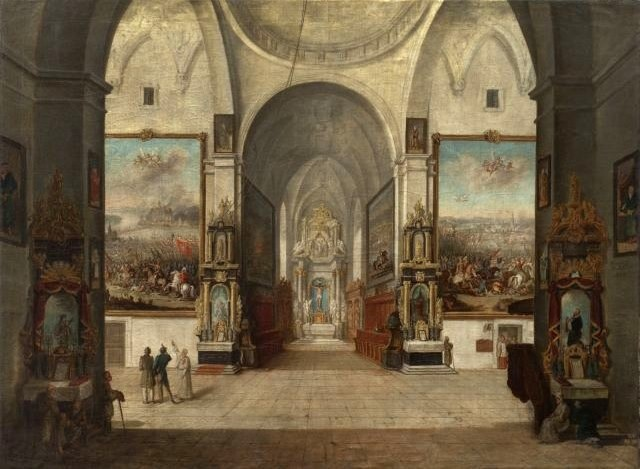
Костел св. Лаврентія з батальними картинами. Худ. Йозеф Енгерт. 1824

У раменах трансепту було встановлено чотири великі батальні картини (близько 7,5-8,5 м × 7,5-8,5 м) для увіковічнення битв Станіслава Жолкевського та Івана III Собеського. «Битву під Клушином» намалював 1620 львівський художник Симон Богушович на замовлення Станіслава Жолкевського спеціально для встановлення у церкві. Її відновлювали Йозеф Енгельгард за кошти Галицьких станів, Йозеф Холевич з Кракова 1867, на кошти Крайового Сейму на замовлення Грона Консерваторів (1902–1910). Після значних повоєнних пошкоджень була відновлена впродовж 1985–1986 років.
На замовлення Івана III Собеського були виконані три картини. «Битву під Хотином» (південне рамено, західна стіна) намалював 1679 німецький художник з Данціга Андреас Штех. Її відновлював Генрих Кюн 1903–1905 і 1910 роках. Італійський художник Мартин Альтомонте виконав картини «Битва під Віднем» (1693—1694) (південне рамено, східна стіна) (відновлена 1971–1972) та «Битва під Парканами» (1683). За розпорядженням Яна III 1695 для картин були виготовлені жовківськими столярами позолочені рами з монограмами JTRP (Joanes Tertius Rex Poloniae) в картушах. Рами частково відновили 1909.
За легендою для Альтамонте під Жовквою солдати Собеського імітували битву, зокрема частина з них позувала переодягнута у турецькі строї, були розтавлені трофейні шатра турків. Картини відносять до найбільших батальних картин світу XVII ст. Через розміщення у неопалюваному костелі на XIX ст. їхній стан погіршився і цісар Франц Йосиф І після відвідин Жовкви 1852 прислав з Відня художника Йозефа Енгарта для їхньої реставрації. Картини перенесли на нову основу, використовуючи борошняний клей, через що у них завелись шкідники, виїдаючи полотно, фарбу.
Після закриття храму картини залишились без догляду і їхній стан значно погіршився. Через розбиті вікна до храму залітали голуби, ворони. На рамах були пташині гнізда і полотна картин місцями втратили цілісність. 1964 року Б. Г. Возницький з реставраторами розпочав роботи по рятуванню картин. До 1968 року вони були зняті і перевезені до Львівської галереї мистецтв. До 1969 проведена консервація київськими фахівцями. Після багаторічних реставраційних робіт з 2010-х років експонуються у Золочівському і Олеському замках. План Бориса Возницького по будівництву окремої будівлі для їхньої експозиції біля палацу Потоцьких у Львові не був підтриманий у Києві.
Крім того у костелі знаходились портрети Жолкевських, Даниловичів, Собеських, які у XX ст. потрапили до музеїв Кракова, Львова.

## Світлини

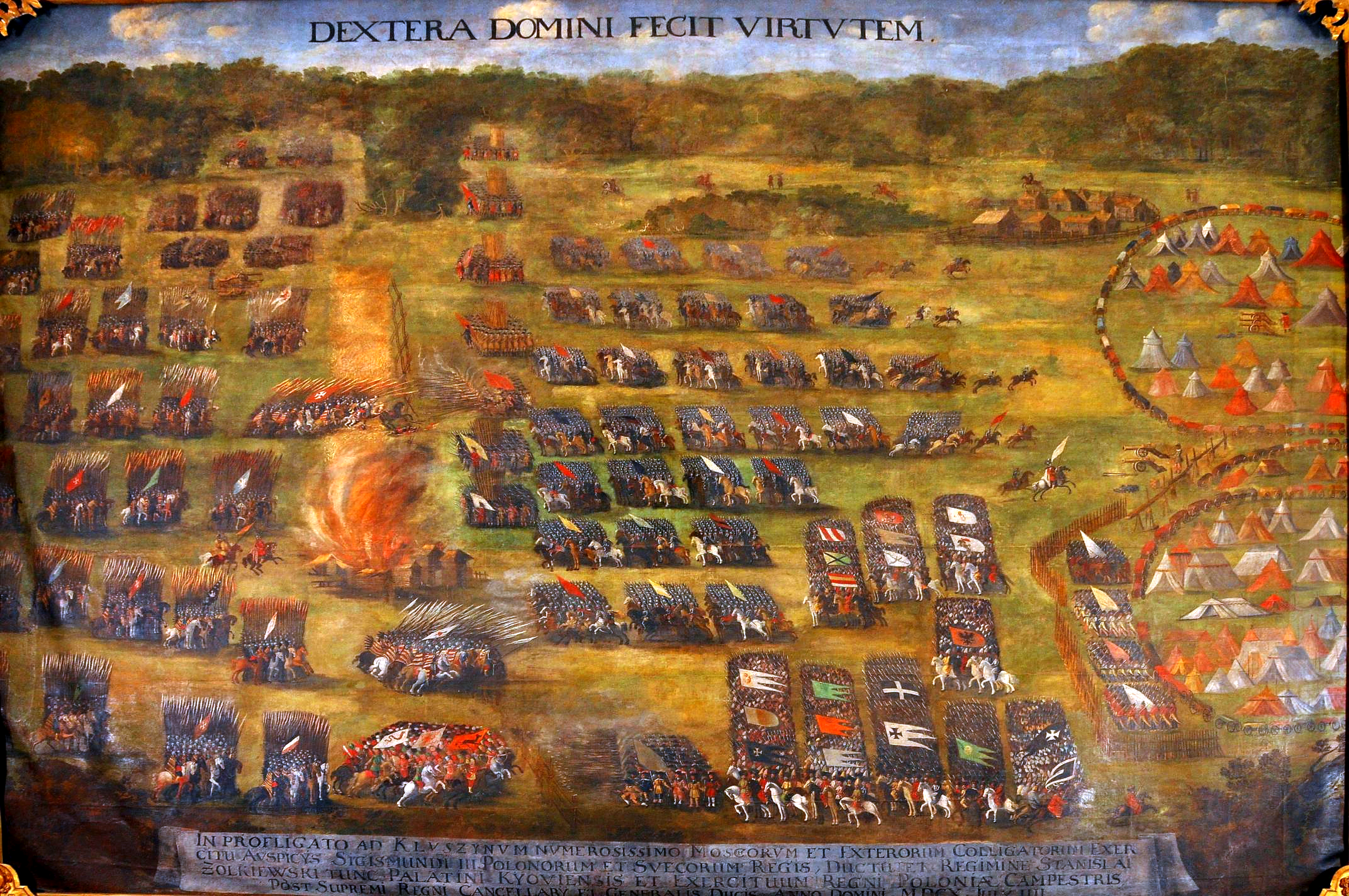
Битва під Клушино
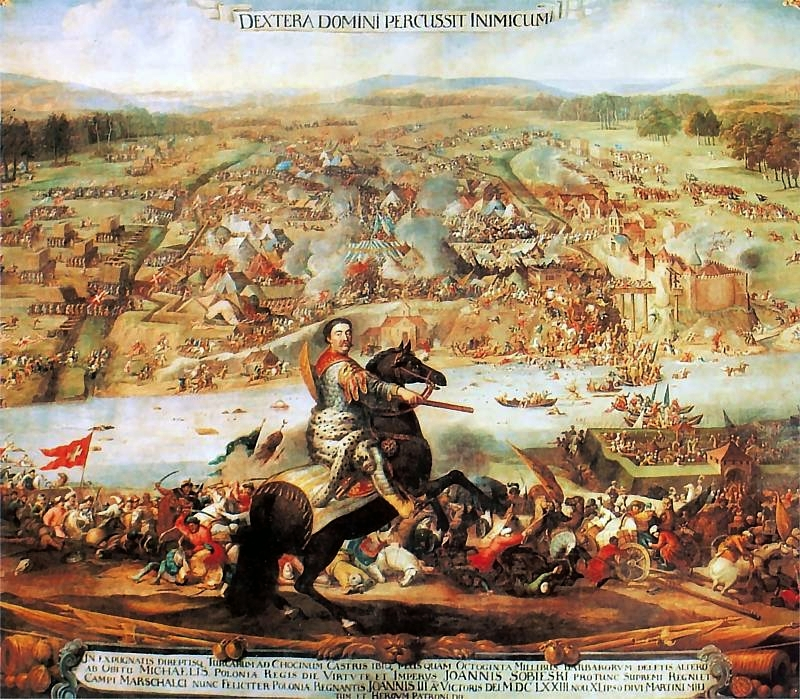
Битва під Хотином
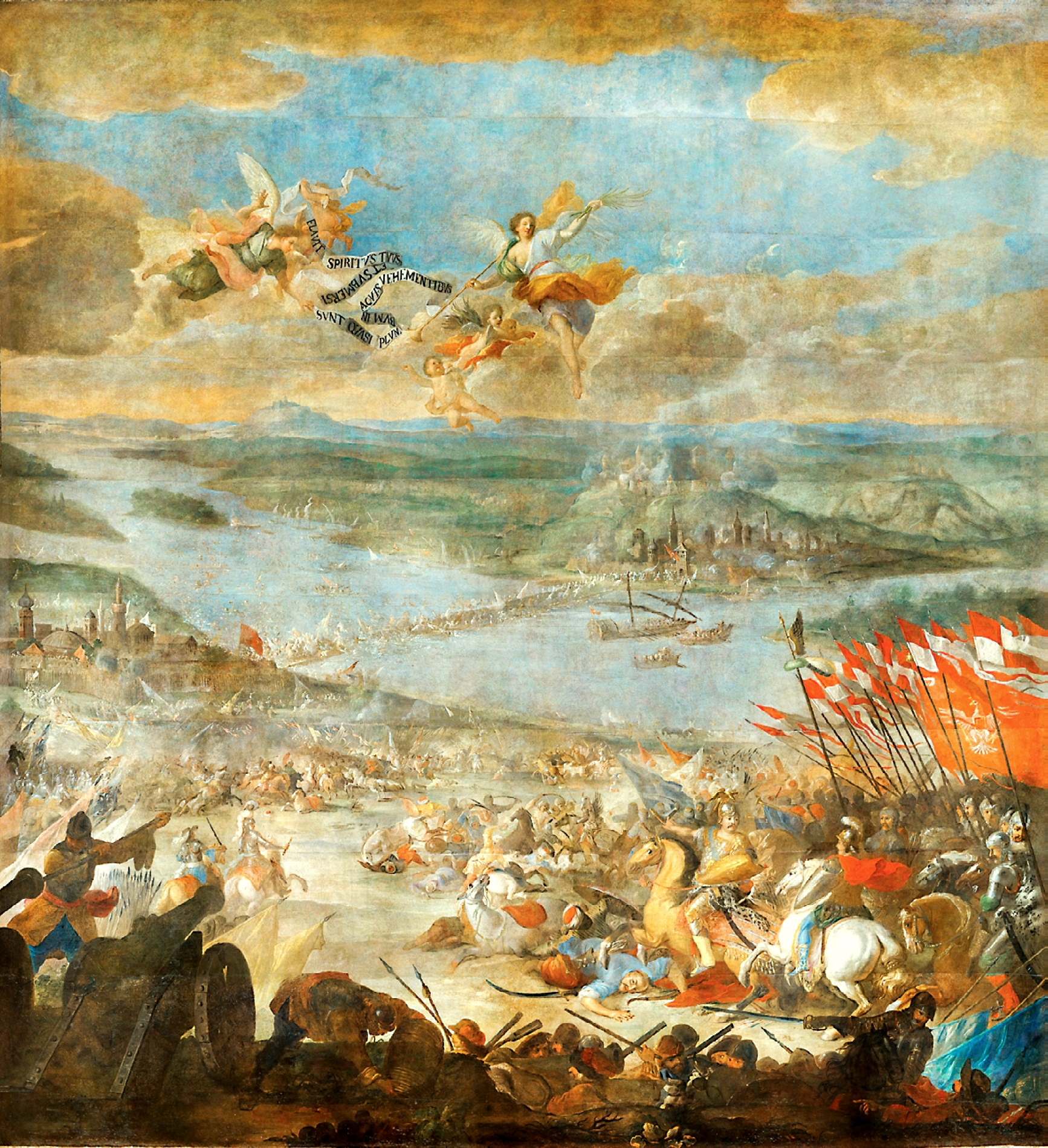
Битва під Парканами
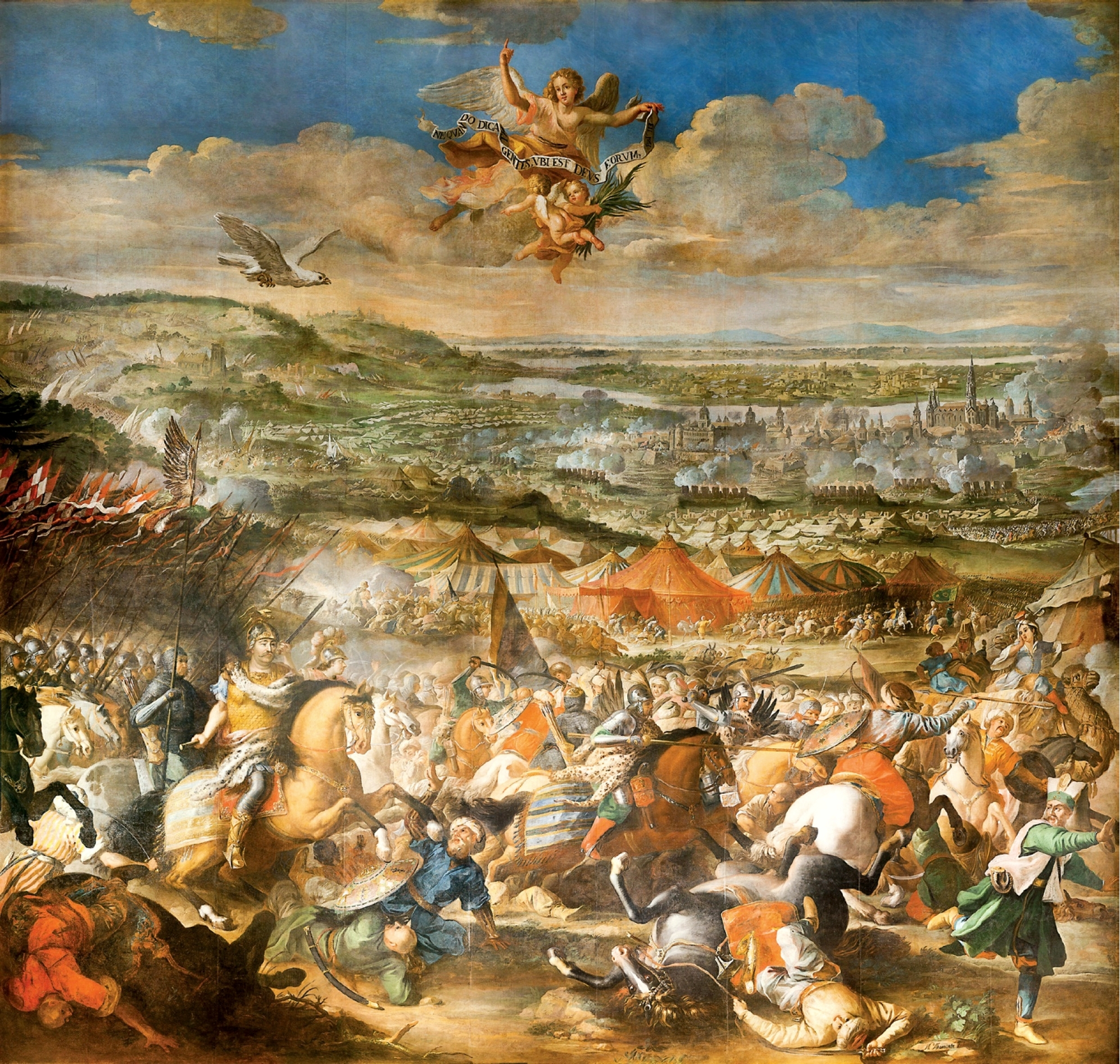
Битва під Віднем

## Дзвіниця

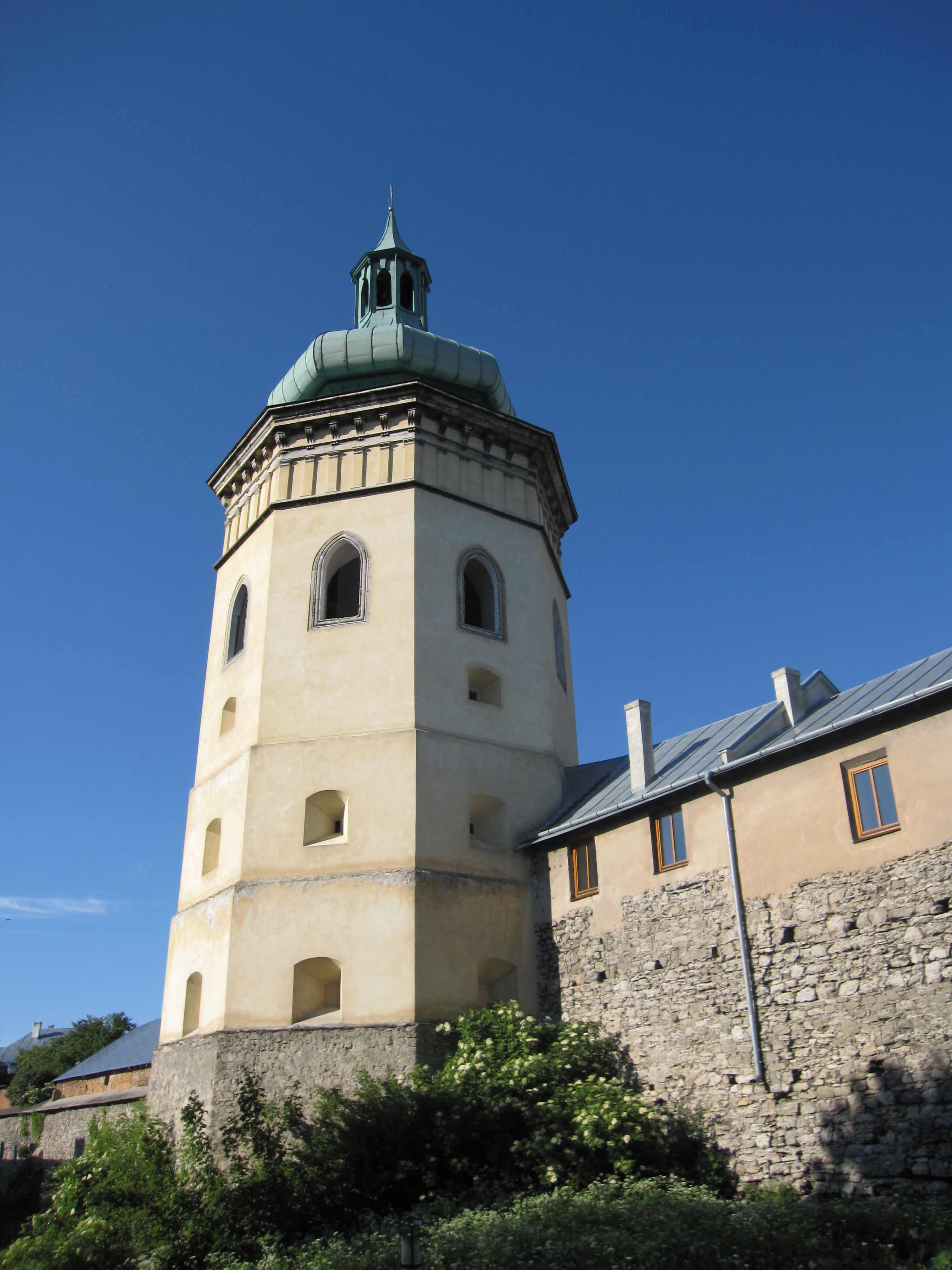
Дзвіниця біля міського муру

Біля міської брами Жовкви було споруджено з каміння триярусну восьмигранну оборонну вежу у 1-й чверті XVII ст., можливо, за проектом Амброзія Прихильного. Вона була надбудова цегляним ярусом дзвіниці і пошкоджена пожежею 1690 та незабаром відбудована. 1885 року її називали зруйнованою і потребуючою ремонту. Її відбудували у 1920-х роках на кошти о. Лаврентія Ожґи. Вона покрита восьмигранним бароковим дахом. На нижніх ярусах збережені стрільниці вогнепольної зброї. На кінець 1980-х років перегнили конструкції пошкодженого даху, замокли мури. Її відновлення розпочали 1994 року. Дзвіниця має невеликий нахил, через що її люблять порівнювати з Пізанською вежею.